# لیسا رایدر
لیسا رایدر (انگلیسی: Lisa Ryder؛ زادهٔ ۲۶ اکتبر ۱۹۷۰) یک هنرپیشه اهل کانادا است.
از کارهای معروف او می‌توان به بازی در فیلم جیسون ایکس و داستان لوک اشاره کرد.